# Jardín Botánico del I.A.V.
El Jardín Botánico del I.A.V., Hassan II en francés : Jardin Botanique de l'I.A.V., Hassan II, es un jardín botánico de Rabat (Marruecos). Sus siglas de identificación internacional son RABAT.

## Localización
Jardin Botanique de l'I.A.V.
c/o Laboratoire de Botanique, Institut Agronomique et Vétérinaire Hassan II, B.P. 6202 Rabat-Instituts, Rabat, Marruecos.
- Teléfono: 212 777 4093

## Historia
Este jardín botánico fue creado en el IAV (l’Institut Agronomique et Vétérinaire) de Rabat en 1991. 
Junto a su vocación pedagógica, este jardín constituye un conservatorio de especies raras y amenazadas. 

## Colecciones
En este jardín botánico nos encontramos 700 especies espontáneas de Marruecos, y un total de 3 342 accesiones.
Las plantas que aquí se encuentran, se exponen adecuadamente rotuladas con el nombre de su clasificación científica, agrupadas como :
- Plantas nativas de Marruecos presentadas con criterios ecológicos
- Plantas raras y amenazadas de Marruecos.
- Herbario de especímenes del territorio de Marruecos.